# Mahler (Film)
Mahler ist ein britischer Spielfilm des Regisseurs Ken Russell. Er behandelt das Leben des österreichischen Komponisten Gustav Mahler.

## Handlung
Im Jahr 1911 reist der herzkranke Gustav Mahler mit seiner Ehefrau Alma von seiner bisherigen Wirkstätte New York zurück in seine Heimatstadt Wien. Während der Zugfahrt werden in Rückblenden Stationen seines Lebens erzählt.
Während Alma den Schaffner um Hilfe bitten will, weil ihrem Mann das Zugabteil nicht zusagt, erzählt die erste Rückblende von Privatleben und seiner Arbeitsweise in der Seehütte des Ehepaares an deren Urlaubsort. Bei der Arbeit bittet er sich dort von Alma unbedingte Ruhe zum Komponieren aus.
Eine zweite Rückblende erzählt von Gustavs Kindheit: Sein strenger, cholerischer Vater Bernhard stellt hohe Anforderungen an seinen jungen Sohn, um an ein Stipendium zu kommen. Die Familie hegt große Erwartungen, dass aus Gustav eines Tages ein großer Konzertpianist wird. Gustav möchte lieber komponieren statt Klavier spielen, doch werden seine Neigungen von seinem strengen Klavierlehrer unterdrückt, so dass Gustav irgendwann anfängt, die Klavierstunden zu schwänzen, und lieber schwimmen geht.
Im Zug ist Mahler plötzlich mit Max, Almas Liebhaber, konfrontiert. Eine im Zug mitreisende Frau, die dem Ehepaar Mahler ihr Zugabteil zum Tausch zur Verfügung stellen möchte, kommt ins Abteil und lenkt das Gespräch auf das Thema Tod; eine Rückblende erzählt, wie Mahlers beide kleinen Töchter ihm Fragen zu den Themen Tod und Gott stellen. Als Mahler seiner Frau später Vorhaltungen wegen ihrer Affäre macht, bricht er zusammen. Während seiner Ohnmacht träumt er von seiner eigenen Beerdigung.
Die nächste Rückblende erzählt von Mahlers Bemühungen um die Direktorenstelle an der Wiener Hofoper. Doch erweist sich bald Mahlers Zugehörigkeit zum jüdischen Glauben als Einstellungsproblem. Parallel dazu muss er den geistigen Zusammenbruch seines Freundes Hugo Wolf miterleben, weil niemand dessen Talent erkennt.
Nachdem Mahler mit Alma über die Fortführung der Beziehung spricht, erzählt die nächste Rückblende von den Geld- und Berufssorgen von Gustav und seinen Geschwistern Otto und Josefine. Um den Posten an der Hofoper zu bekommen, entschließt sich Mahler, zum Katholizismus zu konvertieren. Die Freude über die neue Arbeitsstelle wird von Ottos Selbstmord getrübt.
Während nach Mahlers Ohnmachtsanfall der Arzt nach ihm schaut, macht ihm in der nächsten Rückblende Alma Vorhaltungen, warum er soeben etwas derartig Negatives wie die Kindertotenlieder komponiert hat.
Nach Mahlers Untersuchung wirft der Arzt die Frage auf, worin der Sinn im Leben und im Leiden liegt. Während des Zugaufenthaltes am Bahnhof erfreut sich Mahler an den Zuneigungsbekundungen der Menschen am Bahnsteig. Als Alma ihre Unzufriedenheit darüber äußert, dass sie sich von Mahler die ganze Zeit über wie eine bessere Haushälterin behandelt gefühlt hat, entgegnet er ihr, dass er seine Liebe zu ihr in der Musik ausgedrückt hat. Die beiden versöhnen sich; Max hat das Nachsehen.
Als Doktor Roth den Mahlers mitteilen will, dass Gustavs Herzentzündung zurückgekehrt ist und Gustav noch höchstens zwei Wochen zu leben hat, sagt Gustav über sich und Alma: „Wir zwei werden ewig leben!“

## Auszeichnungen
1974 gewann Ken Russell bei den Internationalen Filmfestspielen von Cannes einen Technical Grand Prize; zudem bekam er eine Goldene Palme-Nominierung.
1975 gewann Georgina Hale den BAFTA Award als beste Newcomerin. Im selben Jahr gab es für Ken Russell eine Writers’ Guild of Great Britain für das beste Drehbuch.

## Kritiken
„Der Film deckt Beziehungen zwischen Biografie und musikalischer Inspiration auf, ist jedoch überladen mit bombastischem und banalem Kulturkitsch. Die beabsichtigte Persiflage auf Katholizismus, Wagnerianismus und Nazitum ist zuweilen geschmacklos.“

„Nach Filmen über Strauß, Debussy, Tschaikowski und Liszt hat Russell seinen bizarrsten und seinen schönsten Musikerfilm gemacht, so barock, anarchisch und barbarisch wie immer, aber noch respektloser und verrückter. Und ernster: Die Korrespondenz von Musik und optischer Phantasie ist souverän und raffiniert, man ‚sieht‘ Mahlers Kompositionen; die filmische Form, bei aller Exzentrik, ist makellos. […] Nach ‚Mahler‘ hört man Musik und sieht man Filme anders.“

„Der britische Regisseur hat im Fernsehen bereits Richard Strauss und Claude Debussy, im Kino Peter Tschaikowsky als Vorwand für seine turbulenten, barocken und immer leicht überspannten Musikerfilme benutzt. ‚Mahler‘ setzt dem allen die Krone auf: Sein Leben und seine Musik als Assoziationsteppich für die explosive Phantasie eines Filmnarren, für knallige Bilder und grelles Spektakel, für ganz private, symbolüberladene Visionen […]: mit Russell, seinem überbordenden optischen Vokabular und seiner ziemlich bürgerlichen Vorstellung von begnadetem Künstlertum hat das alles sehr viel, mit Mahler sehr wenig zu tun.“